# 达伦·埃利奥特
达伦·埃利奥特（英語：Darren Eliot，1961年11月26日—），加拿大男子冰球运动员，场上位置是守门员。他曾代表加拿大国家队参加1984年冬季奥林匹克运动会冰球比赛，获得第4名。